# Logophon Verlag
Der Logophon Verlag ist ein deutscher Verlag mit Sitz in Stockstadt am Main, welcher am 18. Dezember 1979 gegründet wurde. Er gehört zur ESO Education Group, einem der größten privaten Bildungsträger in Deutschland. Heute verlegt Logophon Bücher, Skripte und weitere Lehrmittel auch in den Bereichen EDV, Lebenshilfe, Pädagogik und Belletristik.

## Geschichte
Pierre Semidei, der Gründer der ESO Education Group, hatte 1979 die Idee, Lehrmethoden und Lehrmaterialien für den Fremdsprachenunterricht im eigenen Lehrmittelverlag zu verlegen. Diese Idee verwirklichte er, indem er noch im gleichen Jahr mit Jean-Pierre Jouteux den Logophon Verlag in Mainz gründete. Jean-Pierre Jouteux war seither mit Pierre Semidei Geschäftsführer des Logophon Verlags und Mitbegründer von mehreren Euro-Schulen in neun Bundesländern. Für die bereits in den Euro-Schulen eingesetzten Lehrmethoden und -mittel wurden im Sprachbereich für die Sprachen Englisch, Französisch, Spanisch, Italienisch und Deutsch als Fremdsprache weiterentwickelt und vertrieben.
Ab 1990 fungierte der Verlag dann auch als Versandbuchhandlung und zentraler Büchervertrieb für die damals etwa 90 Bildungseinrichtungen der ESO Education Group und darüber hinaus für viele andere Bildungseinrichtungen sowie für Privatkunden. Als Versandbuchhandlung liefert Logophon mittlerweile alle Bücher des VLB (Verzeichnis der lieferbaren Bücher) und ist wie alle Verlage und Buchhandlungen in Deutschland an die Preisbindung des deutschen Buchhandels gebunden. Außerdem bezieht der Verlag Bücher aus dem europäischen Ausland.
1991 entstanden in enger Kooperation mit den Autoren Bob Mellor und Vicky Davison die Lehrbücher der Serien How to Pass – English for Business und How to Pass – Spoken English for Industry and Commerce, die zur Vorbereitung der LCCI-Prüfung bis heute noch weltweit eingesetzt werden. Der Logophon Verlag ist der einzige Verlag in Europa, der zum Vertrieb dieser Bücher berechtigt ist. 
Mit Der neue Weg schuf Stefan Brummund 1994 zusammen mit seiner Ehefrau für die damalige Qualitätsgemeinschaft Euro-Schulen-Organisation das Lehrwerk Deutsch als Fremdsprache in drei Bänden mit Lehrhandbuch, Hörkassetten und weiteren Alphabetisierungsmaterialien. Mit Hilfe dieses Lehrwerks konnte die deutsche Sprache in sechs Monaten erlernt werden, den Teilnehmenden war die Grundlage für ein erfolgreiches Bestehen des erforderlichen Sprachkurses vermittelt worden. Für Spätaussiedler und Einwanderer bedeutete Der neue Weg zunächst eine allgemeine Orientierungshilfe und im Speziellen eine Hilfe im Umgang mit Menschen, Situationen und Institutionen, um ihr Leben in Deutschland gestalten zu können und sich so eine soziale Integration sichern zu können. 
Von 1993 bis 2001 vermittelte eine damals neu eingerichtete Abteilung „Studienreisen nach Asien“ Studienplätze für deutsche Studenten an ca. 16 chinesischen Universitäten und organisierte Studienreisen nach China, Tibet, Taiwan und Japan. Aufgrund vieler Anfragen aus China nach europaweit anerkannten Abschlüssen organisierte Logophon auch die akademische Ausbildung von chinesischen Studenten in Deutschland. Aufgrund stark veränderter Rahmenbedingungen wurde dieser Geschäftszweig jedoch 2018 eingestellt. 
Jean-Pierre Jouteux, ein früher und langjähriger Wegbegleiter von Pierre Semidei, führte von Anfang an die Geschäfte des Verlags. Im Juli 2018, im Alter von fast 74 Jahren, trat er in den Ruhestand. Seit dem 1. Juli 2018 hat Sigrid Kaiser-Becker die Leitung des Verlages und Silvia Semidei die Geschäftsführung inne. Im Oktober 2018 zog der Verlag von Mainz in die Räumlichkeiten der ESO Education Group, in die Hauptstraße 23 nach Stockstadt am Main.